# James Broadhead

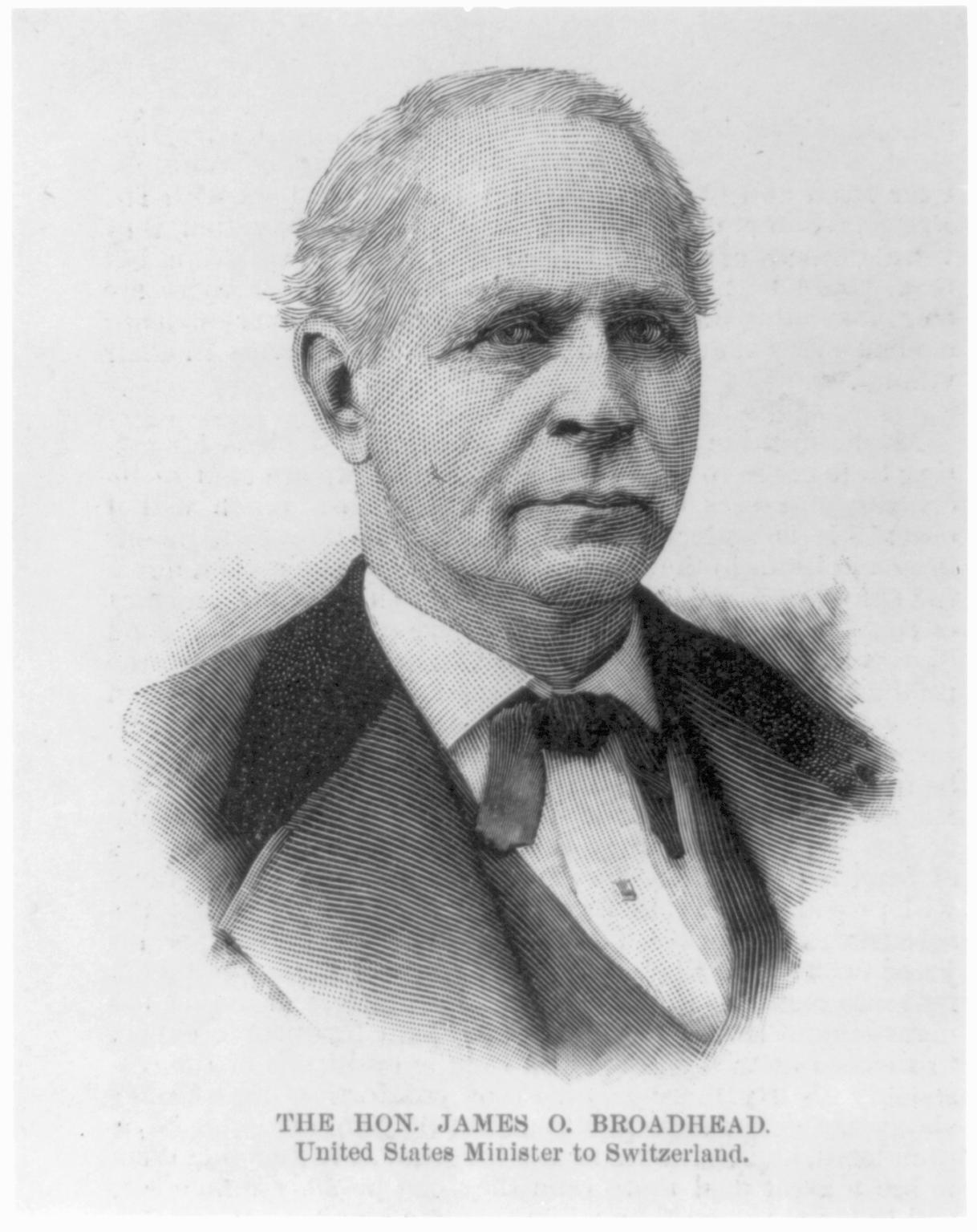
James Broadhead

James Overton Broadhead (* 29. Mai 1819 in Charlottesville, Virginia; † 7. August 1898 in St. Louis, Missouri) war ein US-amerikanischer Politiker. Zwischen 1883 und 1885 vertrat er den Bundesstaat Missouri im US-Repräsentantenhaus.

## Werdegang
James Broadhead besuchte die High School im Albemarle County und studierte danach an der University of Virginia in Charlottesville. Im Jahr 1837 kam er nach Missouri. Nach einem anschließenden Jurastudium und seiner 1842 erfolgten Zulassung als Rechtsanwalt begann er in Bowling Green in diesem Beruf zu arbeiten. Gleichzeitig schlug er als Mitglied der Demokratischen Partei eine politische Laufbahn ein. In den Jahren 1845, 1861, 1863 und 1875 war er Delegierter auf Konferenzen zur Überarbeitung der Staatsverfassung.
Von 1846 bis 1847 war er Abgeordneter im Repräsentantenhaus von Missouri. Danach saß er zwischen 1850 und 1853 im Staatssenat. Seit 1859 lebte Broadhead in St. Louis, wo er als Anwalt praktizierte. 1861 wurde er Bundesstaatsanwalt für den östlichen Teil des Staates Missouri. Während des Bürgerkrieges diente Broadhead als Offizier im Heer der Union. Im Jahr 1863 wurde er als Provost Marshal Leiter der Militärpolizei in Missouri. Sowohl 1868 als auch 1872 war er Delegierter zur Democratic National Convention. Im Jahr 1876 war er Bundessonderstaatsanwalt in St. Louis, wo er einer der Ankläger im Fall des sogenannten Whiskey Ring war. 1878 wurde er erster Präsident der American Bar Association.
Bei den Kongresswahlen des Jahres 1882 wurde Broadhead im neunten Wahlbezirk von Missouri in das US-Repräsentantenhaus in Washington, D.C. gewählt, wo er am 4. März 1883 die Nachfolge von Nicholas Ford antrat. Da er im Jahr 1884 auf eine weitere Kandidatur verzichtete, konnte er bis zum 3. März 1885 nur eine Legislaturperiode im Kongress absolvieren. Im Jahr 1885 fungierte Broadhead als Sonderbeauftragter der amerikanischen Regierung in Frankreich; von 1893 bis 1897 war er als Nachfolger von Person Colby Cheney amerikanischer Gesandter in der Schweiz. Er starb am 7. August 1898 in St. Louis.